# Hanoi Beer
Hanoi Beer (в'єт. Bia Hà Nội — бренд пива, що виробляється в Ханої, В'єтнам. Бренд належить компанії Habeco, яка частково належить Carlsberg. Вперше був представлений у 1890 році